# 정강 (연호)
정강(靖康, 1126년 ~ 1127년 4월)은 북송 흠종(欽宗) 조환(趙桓)의 연호이자 북송의 마지막 연호이다. 1년 4개월 가량 사용하였다. 강왕(康王) 조구(趙構)가 황제로 즉위 후에 건염으로 개원할 때까지 사용하였다.
정강(靖康) 원년(1126년) 11월, 정강의 변으로 송나라의 수도 변경(卞京, 지금의 카이펑시)가 함락되면서 북송이 멸망하였다. 이듬해 3월, 금나라가 세운 괴뢰국인 장방창(張邦昌)의 장초(張楚)가 들어서나 강제로 들어선 탓에 정통성이 없으므로 인심을 사기가 힘들었다. 그 때 변경 외 다른 지역에 있던 휘종의 황자인 강왕(康王) 조구(趙構)가 남쪽으로 피난을 갔으며, 장방창에 의해서 폐후에서 복위된 원우황후(元祐皇后)는 강왕 즉위 조서를 보내기도 하였다. 5월, 즉위 조서의 명분으로 임안(臨安, 지금의 항저우시)에서 강왕 조구가 황제로 즉위하니 북송에서 남송으로 역사가 바뀌게 된다. 

## 개원
- 선화(宣和) 7년 12월 29일[1](1126년 1월 24일)에 연호를 정강(靖康)으로 정하고, 다음 해 1월 1일[2](1126년 1월 25일)에 개원함.[3][4][5][6]

- 정강(靖康) 2년 5월 1일[7](1127년 6월 12일)에 남쪽에서 송나라를 재건한 후, 연호를 건염(建炎)으로 개원함.[8][9][5][6]

## 연대 대조표
| 정강       | 원년           | 2년        |
| 서기(西紀) | 1126년         | 1127년     |
| 간지(干支) | 병오(丙午)     | 정미(丁未) |
| 금(金)     | 천회(天會) 4년 | 5년        |

## 동시대 연호

### 중국
금(金)
- 천회(天會) (1123년 ~ 1137년)

서하(西夏)
- 원덕(元德) (1119년 ~ 1127년)
- 정덕(正德) (1127년 ~ 1134년)

대리국(大理國)
- 가영(嘉永) (1122년 ~ 1128년)

서요(西遼)
- 연경(延慶) (1124년 ~ 1133년)

### 베트남
- 티엔푸주에부(天符睿武) (1120년 ~ 1126년)
- 티엔푸카인토(天符慶壽) (1127년)

### 일본
- 덴지(天治) (1124년 ~ 1126년)
- 다이지(大治) (1126년 ~ 1131년)

## 같이 보기
- 중국의 연호 목록